# Acanthaceae
Acanthaceae is een familie uit de orde Lamiales. Een familie onder deze naam wordt algemeen erkend door verschillende systemen van plantentaxonomie. Het APG I-systeem (1998), het APG II-systeem (2003), het APG III-systeem (2009) en het APG IV-systeem (2016) erkennen allemaal deze familie, maar in de verschillende classificaties is de afgrenzing van de familie gewijzigd.
Het gaat om een vrij grote familie van enkele duizenden soorten, in groeivorm variërend van kruidachtige planten tot bomen. De familie bevat tal van sierplanten, zoals Suzanne-met-de-mooie-ogen (Thunbergia alata).
Cronquist (1981) plaatste de familie in diens orde Scrophulariales. Het APG IV-systeem daarentegen plaatst de familie in de orde Lamiales.

## Geslachten[1]
- Acanthopale C.B.Clarke
- Acanthopsis Harv.
- Acanthus L.
- Achyrocalyx Benoist
- Afrofittonia Lindau
- Ambongia Benoist
- Ancistranthus Lindau
- Andrographis Wall. ex Nees
- Angkalanthus Balf.f.
- Anisacanthus Nees
- Anisosepalum E.Hossain
- Anisostachya Nees
- Anisotes Nees
- Anomacanthus R.D.Good
- Aphanosperma T.F.Daniel
- Aphelandra R.Br.
- Ascotheca Heine
- Asystasia Blume
- Avicennia L.
- Aymoreana Braz, T.F.Daniel & Kiel
- Ballochia Balf.f.
- Barleria L.
- Barleriola Oerst.
- Blepharis Juss.
- Borneacanthus Bremek.
- Boutonia DC.
- Brachystephanus Nees
- Bravaisia DC.
- Brillantaisia P.Beauv.
- Brunoniella Bremek.
- Calacanthus T.Anderson ex Benth.
- Calycacanthus K.Schum.
- Camarotea Elliot
- Carlowrightia A.Gray
- Celerina Benoist
- Cephalacanthus Lindau
- Cephalophis Vollesen
- Chalarothyrsus Lindau
- Chamaeranthemum Nees
- Champluviera I.Darbysh., T.F.Daniel & Kiel
- Chileranthemum Oerst.
- Chlamydacanthus Lindau
- Chlamydocardia Lindau
- Chorisochora Vollesen
- Chroesthes Benoist
- Clinacanthus Nees
- Clistax Mart.
- Codonacanthus Nees
- Conocalyx Benoist
- Cosmianthemum Bremek.
- Crabbea Harv.
- Crossandra Salisb.
- Crossandrella C.B.Clarke
- Cuenotia Rizzini
- Cyclacanthus S.Moore
- Cynarospermum Vollesen
- Cyphacanthus Leonard
- Dasytropis Urb.
- Dianthera L.
- Diceratotheca J.R.I.Wood & Scotland
- Dichazothece Lindau
- Dicladanthera F.Muell.
- Dicliptera Juss.
- Dinteracanthus C.B.Clarke ex Schinz
- Dischistocalyx T.Anderson ex Benth.
- Duosperma Dayton
- Dyschoriste Nees
- Ecbolium Kurz
- Echinacanthus Nees
- Elytraria Michx.
- Eranthemum L.
- Eremomastax Lindau
- Filetia Miq.
- Fittonia Coem.
- Forcipella Baill.
- Glossochilus Nees
- Graphandra Imlay
- Graptophyllum Nees
- Gymnophragma Lindau
- Gymnostachyum Nees
- Gypsacanthus E.J.Lott, V.Jaram. & Rzed.
- Haplanthodes Kuntze
- Haplanthus Nees
- Harpochilus Nees
- Hemigraphis Nees
- Henrya Nees
- Herpetacanthus Nees
- Heteradelphia Lindau
- Holographis Nees
- Hoverdenia Nees
- Hulemacanthus S.Moore
- Hygrophila R.Br.
- Hypoestes Sol. ex R.Br.
- Ichthyostoma Hedrén & Vollesen
- Isoglossa Oerst.
- Isotheca Turrill
- Jadunia Lindau
- Justicia L.
- Kalbreyeriella Lindau
- Kenyacanthus I.Darbysh. & Kiel
- Kosmosiphon Lindau
- Kudoacanthus Hosok.
- Lankesteria Lindl.
- Lasiocladus Bojer ex Nees
- Leandriella Benoist
- Lepidagathis Willd.
- Leptosiphonium F.Muell.
- Leptostachya Nees
- Liberatia Rizzini
- Linariantha B.L.Burtt & R.M.Sm.
- Louteridium S.Watson
- Mackaya Harv.
- Marcania J.B.Imlay
- Mcdadea E.A.Tripp & I.Darbysh.
- Megalochlamys Lindau
- Megaskepasma Lindau
- Melittacanthus S.Moore
- Mellera S.Moore
- Mendoncia Vell. ex Vand.
- Metarungia Baden
- Mexacanthus T.F.Daniel
- Mimulopsis Schweinf.
- Mirandea Rzed.
- Monechma Hochst.
- Monothecium Hochst.
- Morsacanthus Rizzini
- Nelsonia R.Br.
- Neriacanthus Benth. & Hook.f.
- Neuracanthus Nees
- Nicoteba Lindau
- Odontonema Nees
- Oplonia Raf.
- Pachystachys Nees
- Pararuellia Bremek. & Nann.-Bremek.
- Pericalypta Benoist
- Petalidium Nees
- Phaulopsis Willd.
- Phialacanthus Benth.
- Phlogacanthus Nees
- Physacanthus Benth.
- Podorungia Baill.
- Poikilacanthus Lindau
- Polylychnis Bremek.
- Populina Baill.
- Pranceacanthus Wassh.
- Pseudacanthopale Benoist
- Pseuderanthemum Radlk.
- Pseudocalyx Radlk.
- Pseudodicliptera Benoist
- Psilanthele Lindau
- Psiloesthes Benoist
- Ptyssiglottis T.Anderson
- Pulchranthus V.M.Baum, Reveal & Nowicke
- Rhaphidospora Nees
- Rhinacanthus Nees
- Ritonia Benoist
- Rostellularia Rchb.
- Ruellia Plum. ex L.
- Ruelliopsis C.B.Clarke
- Rungia Nees
- Ruspolia Lindau
- Ruttya Harv.
- × Ruttyruspolia  A.Meeuse & de Wet
- Saintpauliopsis Staner
- Salpixantha Hook.
- Samuelssonia Urb. & Ekman
- Sanchezia Ruiz & Pav.
- Sapphoa Urb.
- Satanocrater Schweinf.
- Schaueria Nees
- Schaueriopsis Champl. & I.Darbysh.
- Sclerochiton Harv.
- Sebastiano-schaueria Nees
- Spathacanthus Baill.
- Sphacanthus Benoist
- Sphinctacanthus Benth.
- Stachyacanthus Nees
- Staurogyne Wall.
- Stenandrium Nees
- Stenostephanus Nees
- Stenothyrsus C.B.Clarke
- Streblacanthus Kuntze
- Streptosiphon Mildbr.
- Strobilanthes Blume
- Strobilanthopsis S.Moore
- Suessenguthia Merxm.
- Symplectochilus Lindau
- Tabascina Baill.
- Tessmanniacanthus Mildbr.
- Tetramerium Nees
- Thunbergia Retz.
- Thyrsacanthus Moric.
- Thysanostigma J.B.Imlay
- Trichanthera Kunth
- Trichaulax Vollesen
- Trichocalyx Balf.f.
- Trichosanchezia Mildbr.
- Vindasia Benoist
- Whitfieldia Hook.
- Wuacanthus Y.F.Deng, N.H.Xia & H.Peng
- Xantheranthemum Lindau
- Xerothamnella C.T.White
- Xylacanthus Aver. & K.S.Nguyen
- Yeatesia Small
- Zygoruellia Baill.

... · 
Acanthopsis · 
Acanthus · 
Achyrocalyx · 
Afrofittonia · 
Ambongia · 
Ancistranthus · 
Andrographis · 
Angkalanthus · 
Anisacanthus · 
Anisosepalum · 
Anisotes · 
Anomacanthus · 
Aphanosperma · 
Aphelandra · 
Ascotheca · 
Asystasia · 
Avicennia · 
Ballochia · 
Barleria · 
Barleriola · 
Blepharis · 
Borneacanthus · 
Boutonia · 
Brachystephanus · 
Bravaisia · 
Brillantaisia · 
Brunoniella · 
Calacanthus · 
Calycacanthus · 
Camarotea · 
Carlowrightia · 
Celerina · 
Cephalacanthus · 
Chalarothyrsus · 
Chamaeranthemum · 
Chileranthemum · 
Chlamydacanthus · 
Chlamydocardia · 
Chorisochora · 
Chroesthes · 
Clinacanthus · 
Clistax · 
Codonacanthus · 
Conocalyx · 
Cosmianthemum · 
Crabbea · 
Crossandra · 
Crossandrella · 
Cyclacanthus · 
Cynarospermum · 
Cyphacanthus · 
Danguya · 
Dasytropis · 
Dichazothece · 
Dicladanthera · 
Dicliptera · 
Dischistocalyx · 
Duosperma · 
Dyschoriste · 
Ecbolium · 
Echinacanthus · 
Elytraria · 
Encephalosphaera · 
Eranthemum · 
Eremomastax · 
Filetia · 
Fittonia · 
Forcipella · 
Glossochilus · 
Graphandra · 
Graptophyllum · 
Gymnostachyum · 
Gypsacanthus · 
Hansteinia · 
Haplanthodes · 
Harpochilus · 
Hemigraphis · 
Henrya · 
Herpetacanthus · 
Heteradelphia · 
Holographis · 
Hoverdenia · 
Hulemacanthus · 
Hygrophila · 
Hypoestes · 
Ichthyostoma · 
Isoglossa · 
Isotheca · 
Jadunia · 
Justicia · 
Kalbreyeriella · 
Kosmosiphon · 
Kudoacanthus · 
Lankesteria · 
Leandriella · 
Lepidagathis · 
Megalochlamys ·
Ruellia · 
Strobilanthes · 
Thunbergia · 
...